# مهند الشنقيطي
مهند مصطفى الشنقيطي (مواليد 12 مارس 1999) هو لاعب كرة قدم سعودي يلعب حاليًا في نادي الاتحاد.
مثل سابقاً نادي أحد و إنتقل إلى نادي الاتحاد في نوفمبر 2018 .

## برنامج الابتعاث الخارجي
انضم لبرنامج الابتعاث السعودي لكرة القدم 2019 مع مجموعة من اللاعبين للابتعاث الخارجي لاكتساب الخبرات والمشاركة أمام فرق من مختلف الدرجات في إسبانيا وغيرها من الدول الأوروبية.

## عودته من الابتعاث
عاد من الابتعاث للمشاركة مع نادي الاتحاد نهاية عام 2019 بعد الغيابات في الفريق الأول.

## روابط خارجية
- مهند الشنقيطي على موقع إي إس بي إن إف سي (الإنجليزية)
- مهند الشنقيطي على موقع قاعدة بيانات كرة القدم.إي يو (الإنجليزية)
- مهند الشنقيطي على موقع ناشيونال فوتبول تيمز (الإنجليزية)
- مهند الشنقيطي على موقع Soccerway.com (الإنجليزية)
- مهند الشنقيطي على موقع عالم كرة القدم.نت (الإنجليزية)
- مهند الشنقيطي على موقع كووورة